# Spojka (stroj)

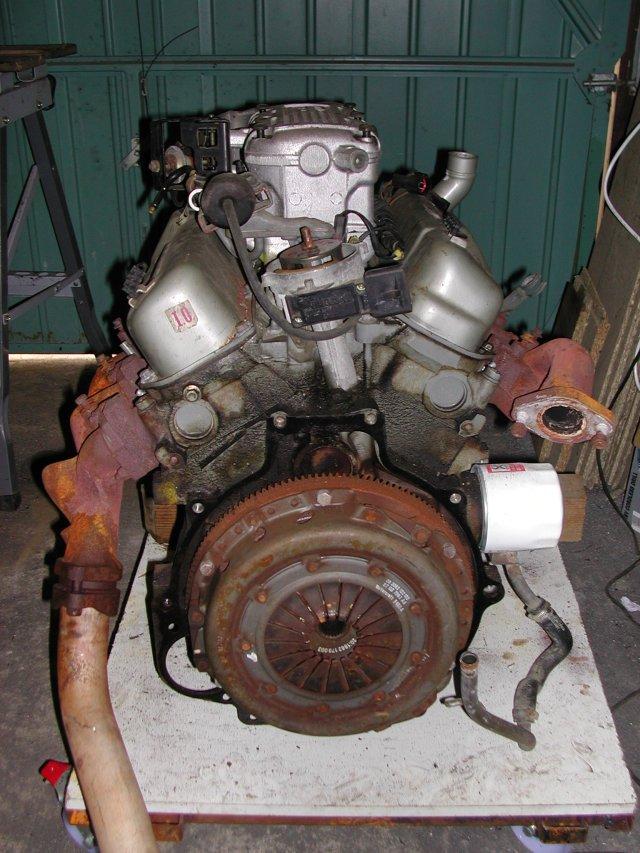
Zadní strana šestiválcového vidlicového motoru Ford s uložením spojky

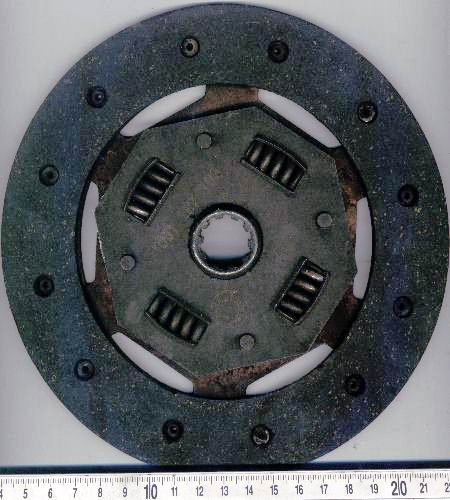
Lamela suché třecí spojky obsahující v sobě pružnou spojku s vinutými pružinami

Spojka je strojní součástka, která spojuje obvykle hnací a hnanou hřídel a slouží k přenosu kroutícího momentu, někdy také k vyrovnání vzájemné nesouososti obou hřídelů. Podle druhu použití můžeme dělit spojky například na pevné (např. trubková, kotoučová aj.), které přenášejí stálý kroutící moment mezi hřídeli, a na spojky pohyblivé (např. třecí lamelová spojka), které umožňují rozpojení mezi dvěma hřídeli a tím přerušení přenosu kroutícího momentu. Významnou součástí strojů je pojistná střižná spojka (např. kotoučová spojka se střižným kolíkem), která zajistí přerušení kroutícího momentu přestřižením kolíku, pokud se překročí kroutící moment, který je předepsán pro daný stroj. Jsou také důležité pro tlumení rázů. Spojky lze postavit i tak, aby umožňovaly rozpojení za chodu, axiální/radiální pohyb hřídelí nebo umožňují plynulý rozběh.
Pro přenos kroutícího momentu ve spojkách se používá mnoho různých způsobů a součástí, např.: kolíky, čepy, lícované šrouby, pryže (např. spojka PERIFLEX) nebo různé konstrukční úpravy spojkových kotoučů, jako například u zubové spojky a v neposlední řadě se používá třecí síly jako například u třecí lamelové spojky, která má velký význam v automobilovém průmyslu.

## Druhy spojek
Existuje 8 hlavních skupin spojek:
- Pevné spojky – pevné spojení dvou souosých hřídelí bez žádných přídavných vlastností
- Pružné spojky – tlumení rázů a vibrací
- Vyrovnávací spojky – vyrovnávání nesouososti obou hřídelí nebo jejich vzájemný pohybu
- Výsuvné spojky – rozpojení hřídelí za klidu
- Třecí spojky – plynulý rozběh hnané hřídele i rozpojení za provozu
- Rozběhové spojky – automatický plynulý rozběh hnané hřídele
- Pojistné (bezpečnostní) spojky – omezuje přenášený kroutící moment
- Jednosměrné spojky – přenášení kroutícího momentu pouze jedním směrem

## Výpočet krouticího momentu spojky
Pokud je spojka na hnací i hnané straně klidně zatížena, je přenášený krouticí moment v Nm dán vztahem:
{\displaystyle M_{k}=9557{\frac {P}{n}}}
kde P je výkon v kW a n otáčky za minutu.
V praxi spojka nepřenáší jen jmenovitý moment, ale moment větší kvůli nerovnoměrnostem v konstrukci a různým typům hnacích a hnaných strojů. Proto musí být dimenzována na jiný moment a stavěna pro větší námahu, než se kterou se normálně počítá. Vztah pro přenášený moment je tedy upraven:
{\displaystyle M_{k}{\dot {=}}9557{\frac {PC}{n}}}
kde C ≥ 1 je provozní součinitel.

### Provozní součinitel
Tento součinitel je koeficientem, upravujícím hodnotu kroutícího momentu tak, aby spojka snesla případný přenos většího krouticího momentu. Závisí přibližně úměrně na tom, do jaké výkonnostní třídy patří hnací a hnaný stroj. Pokud je hnacím strojem malý elektromotor nebo parní turbína a hnaný stroj jen malé dynamo nebo promítačka, koeficient je určen jako C=1 až 1,4. Při stejném hnacím stroji, ale nejvyšší třídě hnaného stroje, dosahuje součinitel hodnoty 3 až 3,9. Nejvyšších hodnot dosahuje součinitel při nejsilnějších hnacích strojích a nejtěžších hnaných strojích, např. spojka mezi stacionárním čtyřdobým jednoválcovým benzínovým motorem a vysokotlakým čerpadlem má součinitel 4,4 až 5,3.
Pryž má velký vliv na tlumení spojky, a proto je u pryžových spojek voleno vždy nižší rozmezí hodnot součinitele.